# Livres deutérocanoniques

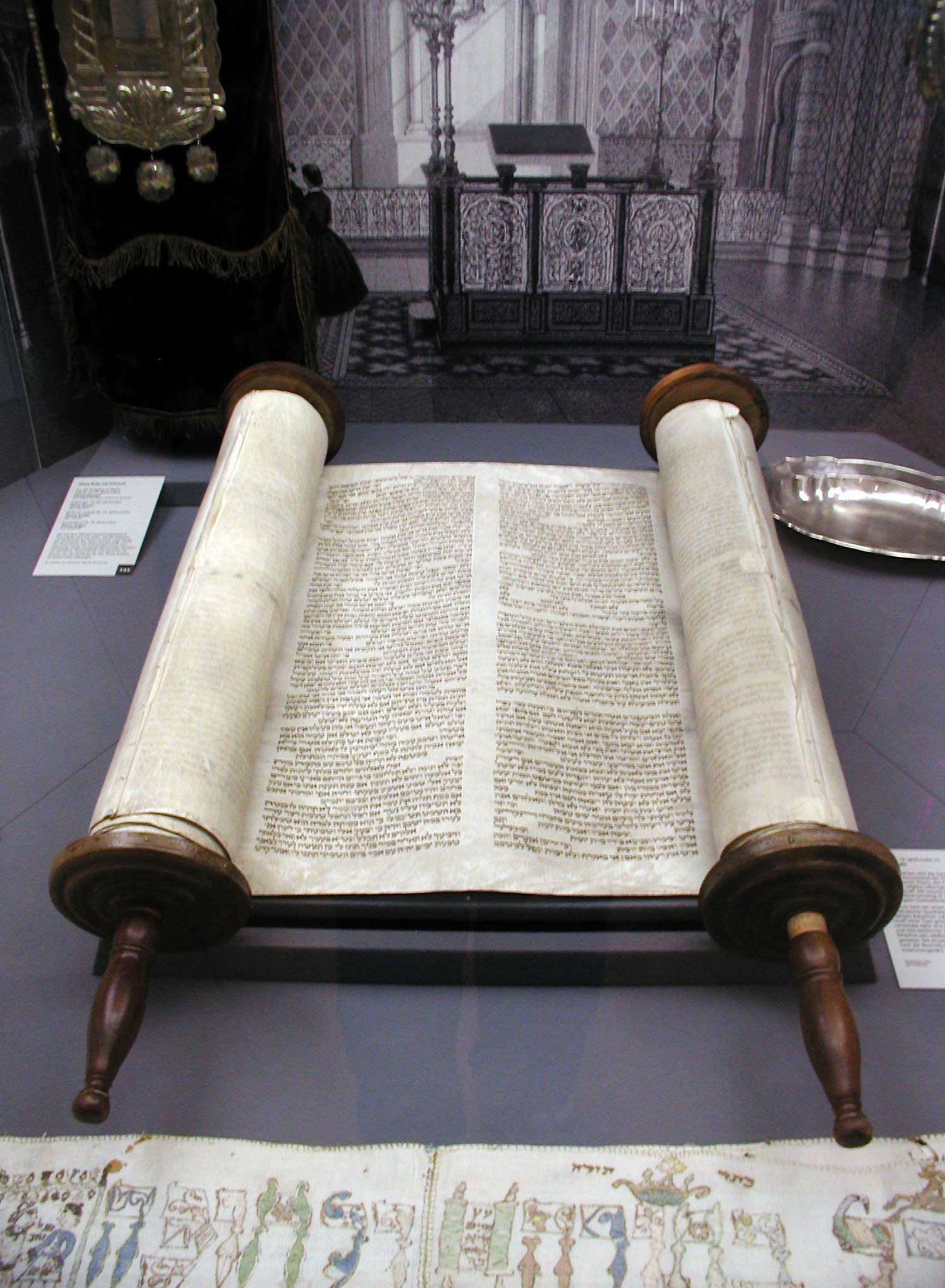
Torah provenant d'une synagogue détruite, Musée de la ville de Cologne.

Les livres deutérocanoniques sont les livres de la Bible que l'Église catholique et les Églises orthodoxes incluent dans l'Ancien Testament et qui ne font pas partie de la Bible hébraïque. Les livres de la Bible hébraïque sont dits « protocanoniques », c'est-à-dire du premier canon. Les livres deutérocanoniques sont, pour les catholiques et les orthodoxes, du second canon, d'après l'adjectif grec deuteros, « secondaire ». Le protestantisme et le judaïsme ne voient pas ces livres comme inspirés et les considèrent donc comme apocryphes.

## Constitution du canon biblique
La constitution du canon biblique s'est déroulée sur plusieurs siècles et son histoire varie en fonction des différentes communautés de foi, chacune ayant défini les textes auxquels elle reconnaissait un caractère d'inspiration divine. 
Trois communautés sont principalement à l'origine d'une liste canonique : juive, catholique et protestante. La communauté juive est à l'origine de deux canons, le Tanakh et la Septante ; elle ne retiendra que le premier à l'académie de Yabneh vers l'année 90, alors que les premières communautés chrétiennes adoptent plutôt le second. Les citations de l'Ancien Testament présentes dans le texte néotestamentaire sont « ordinairement empruntées à la Septante ».
À la demande du pape Damase Ier, Jérôme, au IVe siècle, traduit en latin la Bible hébraïque, ainsi que les livres de la Septante, rédigés en grec. Ce sera la Vulgate. À la même époque, l'Église latine détermine la liste des vingt-sept livres qui constituent le Nouveau Testament. Le décret de Damase, du nom du pape, lors du concile de Rome (382), énumère chacun des livres que l'Église romaine reconnaît comme inspirés : l'on y trouve tous les livres dits deutérocanoniques. Les conciles d'Hippone (393) et de Carthage (397 et 419) confirment l'authenticité des livres controversés. Les Églises grecques, après bien des hésitations, adoptent le canon des Écritures qui avait été défini par les Occidentaux lors du concile in Trullo en 692.
La Vulgate de Jérôme devient version officielle de l'Église catholique au concile de Trente en 1546. Cette canonisation se fait au titre des mesures de la Contre-Réforme.

## Canon catholique

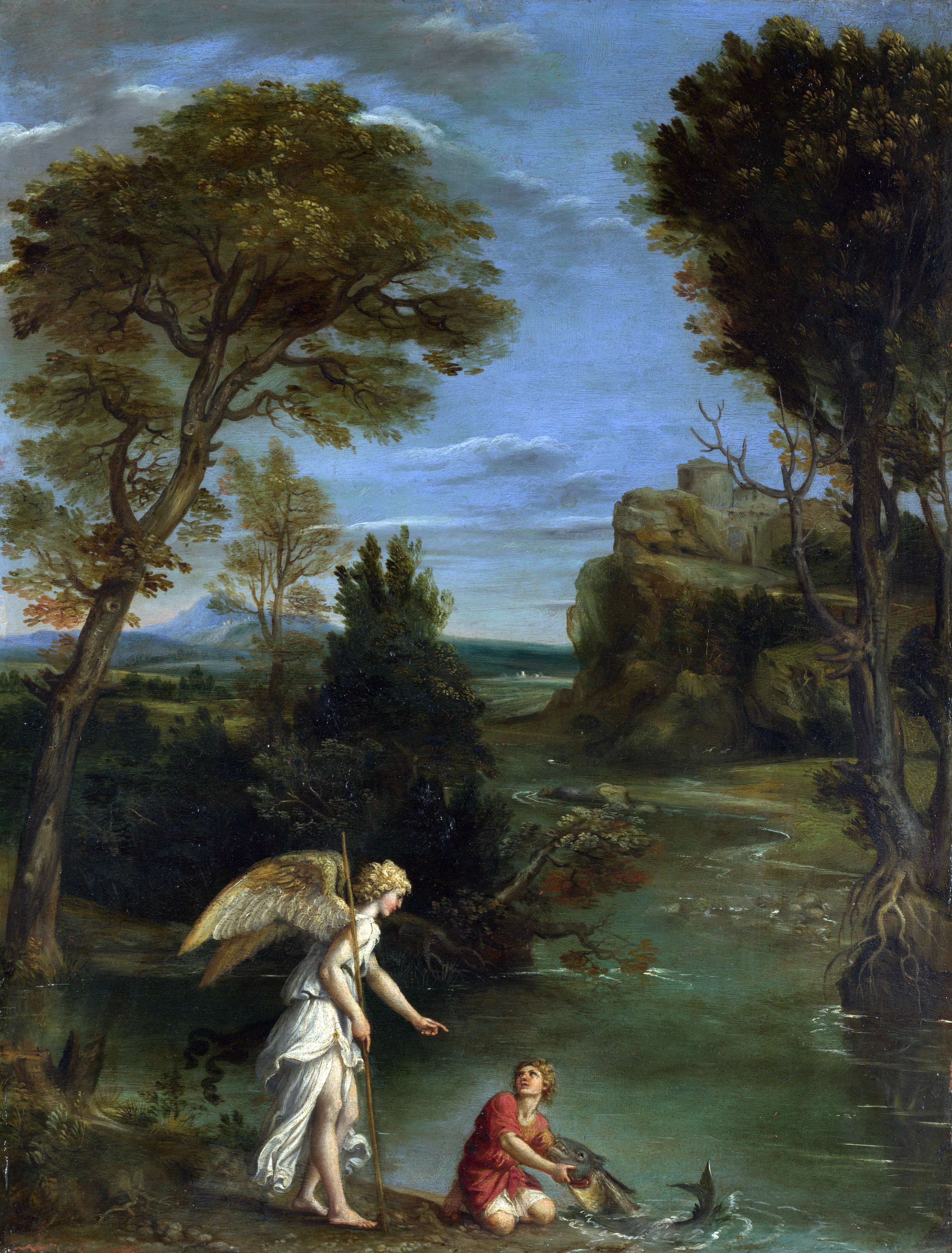
Le Dominiquin, L'archange Raphaël avec Tobie.

« Deutérocanonique » signifie admis secondairement dans le canon, par opposition à « protocanonique », qui s'applique à des livres qui n'ont jamais été contestés, sans qu'il y ait de différence du point de vue de la valeur canonique. Ce sont des notions propres au catholicisme qui concernent aussi bien des livres de l'Ancien Testament que du Nouveau Testament.
Le mot « deutérocanoniques » employé seul désigne habituellement ces textes.
- Livre de Judith
- Livre de Tobie
- Passages grecs du Livre d'Esther : « Songe de Mardochée » et « Complot contre le roi » (avant le verset 1,1 du texte hébreu), « Édit d'Artaxerxès » (après 3, 13), « Mardochée à Esther » (ap. 4, 8), « Prière de Mardochée » et « Prière d'Esther » (ap. 4, 17), « Rencontre d'Esther et du roi » (ap. 5, 5), « Nouvel édit d'Artaxerxès » (ap. 8, 12), « Explication du songe de Mardochée » (ap. 10, 3), « Conclusion de la version grecque »
- Premier livre des Macchabées et Deuxième livre des Macchabées
- Livre de la Sagesse
- Ecclésiastique (ou Siracide)
- Livre de Baruch : chapitres 1 à 6 (Ba 6 = Lettre de Jérémie)
- Passages grecs du Livre de Daniel : insertions au chapitre 3 (prière des trois jeunes gens dans la fournaise), chapitre 13 (« Suzanne »), chapitre 14 (« Bel et le dragon »).

## Canon orthodoxe
En règle générale, le canon orthodoxe s'accorde avec le canon catholique. Mais, au sein de l'Église orthodoxe, l'Église russe ne conserve que le canon hébraïque, reprenant l'argument calviniste que les juifs sont les dépositaires des écrits sacrés de l'Ancien Testament et que leur définition comme leur conservation reste leur responsabilité et leur privilège. Le verset sur lequel se fonde ce principe est inspiré de Romains 3.1 : « Quel est donc l'avantage du Juif, ou quel est le profit de la circoncision? Grand de toute manière, et d'abord en ce que les oracles de Dieu leur ont été confiés. » Dans ce contexte, le rôle de l'Église se cantonne donc uniquement à la définition et à la conservation du canon du Nouveau Testament.
Cependant, « les Russes, tout en refusant l'inspiration aux deutérocanoniques, les ont en très grande estime et souvent, quand ils ne traitent pas la question du canon ex professo, ils ont l'air de les mettre sur le même pied que les livres inspirés ».

## Canon protestant

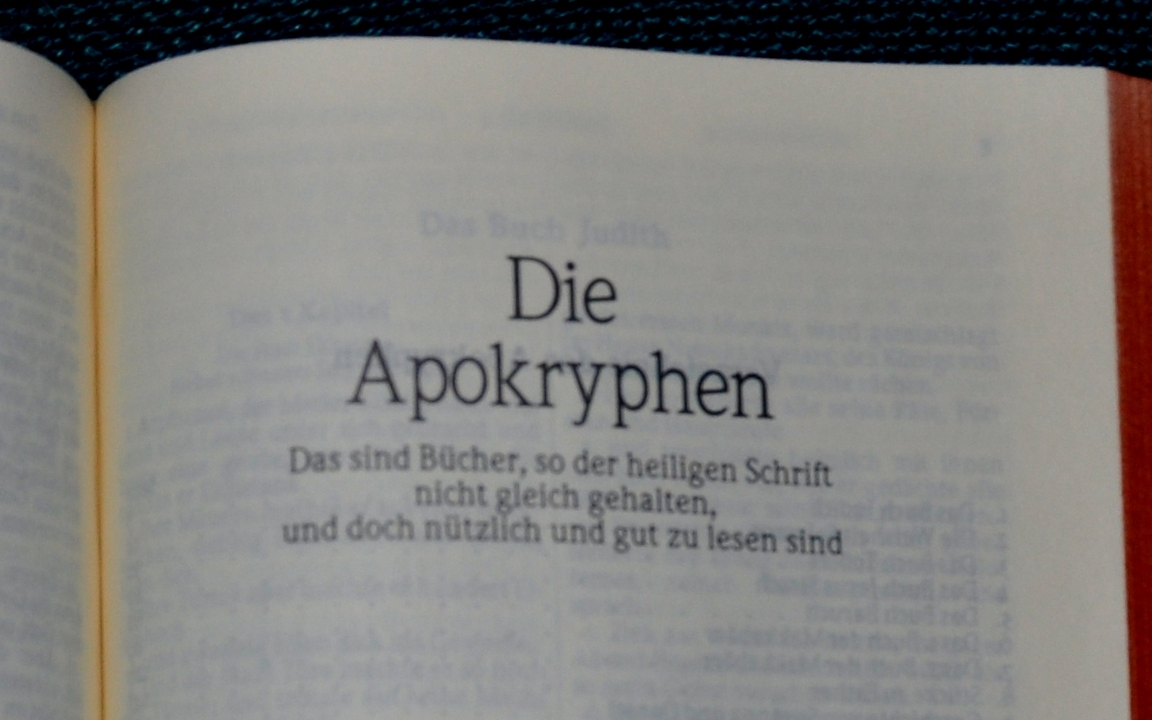
La Bible de Luther inclut les deutérocanoniques entre l'Ancien et le Nouveau Testaments, sous le titre Apocryphes.

Les réformateurs n'ont, pour l'Ancien Testament, reconnu comme inspirés que les livres du canon hébraïque, à la suite de Luther, qui jugeait les livres « antilégomènes », c'est-à-dire des « livres qui ne sont pas regardés comme ayant la même valeur que le canon hébraïque, mais qui sont pourtant utiles et bons à lire, il ne les a cependant pas retiré de la Bible, la Bible de Luther avait donc les 73 livres». 
C'est en 1825 que les premières Bible à 66 livres sont imprimées par la société anglicane The Bible Company, qui considérait déjà ces livres comme apocryphes et qui, pour des raisons économiques décida de retirer les 7 livres Deutérocanoniques de la Bible.
Les protestants désignent ces derniers livres sous le terme d'« apocryphes ». Ils les ont longtemps maintenus en annexe dans leurs éditions de la Bible[réf. souhaitée]. 
Les protestants gardent donc strictement le canon hébraïque (fixé en l'an 90 lors du concile Juif de Jamina), considérant que l'Ancien Testament fut confié aux Juifs comme le Nouveau Testament à l'Église selon Romains 3:2.
Ils ont, en revanche, gardé l'entièreté du canon catholique du Nouveau Testament bien que Luther,, se soit interrogé sur l'Épître de Jacques, dont il disait qu'il s'agit d'une « épître de paille » qui « n'a pas de contenu évangélique » faisant peu de références christologiques. Cette appellation est également due au fait, qu'a contrario de la parole de Luther et des lettres de Paul, cette épître fait mention du salut par les œuvres. Malgré cela, la foi sans les œuvres étant morte, Luther décida de la garder.

### Sources secondaires
1. ↑  Wilfrid Harrington, Nouvelle Introduction à la Bible, Éd. du Seuil, 1970.
2. 1 2  M. Jugie, « Le canon de l'Ancien Testament dans l'Église Russe depuis le XVIIIe siècle », Échos d'Orient, t. 10, no 66,‎ 1907, p. 263-274 (DOI 10.3406/rebyz.1907.3691, lire en ligne)
3. ↑  François Vouga, « L'Épître de Jacques », in Daniel Marguerat (dir.), Introduction au Nouveau Testament : Son histoire, son écriture, sa théologie, Labor et Fides, 2008  (ISBN 978-2-8309-1289-0), p. 438-440.

### Sources primaires
1. ↑  Romain_3:2 dans La Bible
2. ↑  (de) Das Newe Testament Deutzsch  (trad. Martin Luther), Wittenberg, 1522 (lire en ligne), « Vorrhede »
3. ↑  « Das Newe Testament Deutzsch/Jak – Wikisource », sur de.wikisource.org (consulté le 10 octobre 2019)